# Темиртау (Кемеровская область)
Темиртау — посёлок городского типа, находящийся в Таштагольском районе в Кемеровской области Российской Федерации.
Расположен недалеко от железной дороги Новокузнецк—Таштагол, в 100 км от Новокузнецка. Имеется остановка на линии Учулен—Тенеш (Каштау). Станция на ветке (Ахпун)—Учулен. Автобусные линии на Таштагол, Новокузнецк, Каз, Мундыбаш.
Население — 3716 чел. (2021).
Возле поселка располагается озеро Темир.

## Топографика
Название «Темиртау» происходит от тюркских слов «темир» (железо) и «тау» (гора). Дословный перевод названия — «железная гора».

## История
Летом 1897 года было обнаружено железорудное месторождение Темир-Тау.
Посёлок возник в 1931 году на территории Горно-Шорского национального района Западно-Сибирского края как рудная база для строительства Кузнецкого металлургического комбината. Бо́льшая часть населения с 1931 по 1953 год прибыла из Европейской части СССР — с Украинской, Белорусской ССР, Центральной России; Другая часть находилась на поселении (в ссылке или репатриации). В период с октября 1932 по 2001 год рудник Темиртау был одним из поставщиков сырья для НКМК. На станции Ахпун до 1944 года располагалось отделение Горшорлага.
Указом Президиума Верховного Совета РСФСР от 22 июня 1939 года Горно-Шорский национальный район был расформирован, рабочий посёлок Темиртау и Чарыштинский сельсовет бывшего Горно-Шорского национального района вошли в состав нового Кузедеевского района Новосибирской области.
26 января 1943 года была создана Кемеровская область, в состав которой, в частности, был передан Кузедеевский район.
28 октября 1959 года Чарыштинский сельсовет был расформирован, и часть его территории была подчинена поселковому совету Темиртау.
Указом Президиума Верховного Совета РСФСР от 23 марта 1961 года Кузедеевский район был упразднён; основная часть его территории была объединена с городом областного подчинения Осинники, образовав Осинниковский район, а рабочий посёлок Темиртау был передан в состав Таштагольского района.
Указом Президиума Верховного Совета РСФСР от 1 февраля 1963 года «Об укрупнении районов, образовании промышленных районов и изменении подчиненности районов и городов Кемеровской области» Таштагольский район был упразднён, его территория была включена в состав Новокузнецкого района, а сельсоветы и поссоветы административно подчинены Таштагольскому горсовету.
Указом Президиума Верховного Совета РСФСР от 8 мая 1983 года образован Таштагольский район за счёт территории Новокузнецкого района, административно подчинённой Таштагольскому горсовету.
С 1973 года ходят электрички до Новокузнецка. В 1973 году построен телевизионный ретранслятор. Месторождение железной руды разрабатывалось до 1999 года..
В поселке имеется памятник жителям Темиртау, погибшим в годы Отечественной Войны, а также памятник погибшим горнякам.

## Население
| 1989  | 2002  | 2009  | 2010  | 2011  | 2012  |
| ----- | ----- | ----- | ----- | ----- | ----- |
| 5472  | ↘4843 | ↘4390 | ↘4352 | ↘4332 | ↘4228 |
| 2013  | 2014  | 2015  | 2016  | 2017  | 2018  |
| ↘4153 | ↘4090 | ↘4047 | ↘3950 | ↘3915 | ↘3854 |
| 2019  | 2020  | 2021  |       |       |       |
| ↘3792 | ↘3709 | ↗3716 |       |       |       |

## Национальный состав
Большинство населения — русские, также в посёлке проживают шорцы — коренной народ юга Кузбасса.

## Предприятия

### Темирский рудник
Месторождение железных руд известно с начала 19 века. До 1991 года в посёлке действовал Темирский рудник, входивший до 1979 в состав КМК, в 1993-м Темирский рудник был присоединён к ОАО КМК. Добыча железной руды велась до 1999 года. К этому времени было добыто 60 млн тонн руды
В Темиртау был изобретён и освоен станок БА-100, который позволил внедрить новую — этажно-камерную систему добычи полезных ископаемых, впоследствии распространившуюся по всему СССР. Впервые в стране специалисты рудника совместно с учёными ВостНИГРИ внедрили систему отработки слепых рудных тел без поглощения пустоты.
Основные рудные поля — Главное, Промежуточное, Малый Темир, Юго-Западное выработаны к началу 1990-х. В 1934 году было добыто 590 тыс. тонн руды В окрестностях посёлка найдены людвигит, маухерит, магнетит, флогопит, сурьма, эпидот.
Основные месторождения: Большая Гора, Полгашты, Темир-Тау, Шор-Шолбан

### Прочие предприятия
В настоящее время работают предприятия — Темирская производственная компания, Темирский доломит, Темирский рудник, предприятия по переработке отходов железорудного производства. Деревообрабатывающий цех. Недалеко строится цементный завод. В Казе рудник, на котором работает часть жителей посёлка. С 1947 по 2007 в поселке работало лесничество.
В посёлке несколько предприятий торговли, предприятия ЖКХ, котельная, предприятия водоснабжения и водоотведения. Население работает в посёлках Мундыбаш, Каз, в посёлке действуют железнодорожная станция, предприятия автотранспорта, торговые предприятия (в том числе Мария-Ра, больница и школа, ДШИ, ЗАГС (до декабря 2019), который обслуживает север Таштагольского района, пожарная часть, филиал библиотеки, МФЦ.
- ООО «Темирский доломит»
- ООО «Темирская производственная компания» — производство брикетов.
- МП «Темиртауский хлебокомбинат»
- станция «Ахпун» ОАО «РЖД»
- отделение ОАО АК «Сбербанк России» № 6244
- Темиртауский участок КЭНК «Кузбасская энергетическая компания»
- филиал «Таштагольское ГАПТП»
- Лесничество
- Филиал телецентра
- Филиал «Минеральные ресурсы» ООО «Запсибруда».

В посёлке зарегистрирован 41 предприниматель.
Источником водоснабжения посёлка является река Тельбес. В окрестностях посёлка работает Дайв-курорт «Темир»

### Транспорт
Со станции «Ахпун» ежедневно отправляются 3 пригородных поезда (от ст."Новокузнецк" — до ст."Ахпун" дважды в сутки, от ст."Новокузнецк"—до ст."Таштагол" по чётным числам), также до 2021 года ходил пассажирский поезд Кемерово-Таштагол по чётным числам. От автостанции отправляется 10 автобусов в сутки (на Таштагол, Новокузнецк, Кемерово, Междуреченск, Шерегеш). Имеет 24 автобусных рейсов в день с посёлком Каз.
В посёлке расположены следующие остановочные пункты:
- железнодорожные — перегон Ахпун-Учулен: ст."Ахпун", пл."5 км." (Темиртау). Приучуленская часть, перегон Учулен-Тенеш: пл."487 км." (Пионерская улица), пл."Каштау";
- автобусные — «5 км.», «Каштау» (на Таштагол), «Темиртау» (Новокузнецк-Темиртау).

## Территория посёлка
Посёлок находится в стороне от железной дороги и состоит из частей Центральной — Темиртау — станции Ахпун, левого берега реки Учулен(района многоэтажных домов (в том числе школа, больница, магазины), нагорной части (бывшей зоны), деревянных домов к югу от многоэтажных домов) ;и правого берега реки Учулен(района деревянных домов к северу от станции Ахпун); Каштау (несколько десятков деревянных домов около остановки Каштау) находится в 3 км от ст Ахпун рядом с остановкой Каштау.
Приучуленская (расположенная на дороге из Темиртау и Каштау в Учулен, на автодороге из Таштагола в Новокузнецк (начало внутрипоселковой дороги 5 км—Ахпун—Каштау) около сотни домов, православный храм Св. Троицы (с 1986 года). Находится между линией Учулен—Тенеш, и Учулен—Ахпун. 5 км от ст Ахпун, 3 км от Каштау.
В составе темиртауского поселения — Учулен, Сухаринка и Кедровка.
В районе посёлка несколько горных выработок и районов выработки породы (север, восток и юг). Вокруг посёлка сосновые и еловые леса.
К северу от посёлка река Тельбес, к югу протекает река Каз, к западу от посёлка протекает ручей Учулен.